# María Neira
María Purificación Neira González (La Felguera, Asturias, 1962) es una médica española, directora del Departamento de Salud Pública y Medio Ambiente de la OMS.

## Biografía
María Neira estudió medicina en la Universidad de Oviedo y realizó sus estudios de especialización de endocrinología en Francia. Ejerció con Médicos sin fronteras en Centroamérica. Más tarde se trasladaría con la ONU a Mozambique y Ruanda. Ingresó en la Organización Mundial de la Salud como directora del departamento de Prevención y Erradicación de Enfermedades Infecciosas. Tras esto, en 2002, fue nombrada presidenta de la Agencia Española de Seguridad Alimentaria, trasladándose a Madrid.
Pocos años después regresó a Ginebra para continuar su trabajo en la OMS, ya como directora del departamento de Salud Pública y Medio Ambiente.
Está casada con el arquitecto Salvatore Ippolito y tiene un hijo.

## Premios y reconocimientos
- Orden del Mérito Nacional (Gobierno de la República Francesa, 2006).
- Premio Príncipe de Asturias de Cooperación Internacional a la OMS (Fundación Príncipe de Asturias, 2009) que recogió junto a Margaret Chan.
- Premio "Woman" (2015) recibido de manos de la Reina Letizia.